# 57901 Hitchens
57901 Hitchens è un asteroide della fascia principale. Scoperto nel 2002, presenta un'orbita caratterizzata da un semiasse maggiore pari a 2,6766029 UA e da un'eccentricità di 0,1473064, inclinata di 12,21820° rispetto all'eclittica.
L'asteroide è dedicato al saggista e giornalista angloamericano Christopher Hitchens.